# Flugplatz Kołobrzeg-Bagicz

i7
i11
i13
Der Flugplatz Kołobrzeg-Bagicz ist ein Verkehrslandeplatz nahe der Stadt Kołobrzeg bei Bagicz in der polnischen Woiwodschaft Westpommern. Der Flugplatz wurde zwischen 1935 und 1936 als Fliegerhorst Kolberg für die Luftwaffe der Wehrmacht in der damaligen Provinz Pommern angelegt und liegt direkt an der Ostsee.

## Geschichte

### Deutsche Zeit
Der Fliegerhorst wurde zwischen 1935 und 1936 bei Kolberg neu angelegt, direkt an der Ostsee auf dem Gebiet der Gemeinde Bodenhagen platziert. Die Start- und Landebahn hatte einen Grasuntergrund. Im Südosten des Fliegerhorstes schlossen sich vier große Flugzeughangars und ein großer Reparaturhangar an. Hier befanden sich auch weitere Wirtschafts- und Unterkunftsgebäude. Als erste fliegende Einheit war hier, ab April 1938, die IV. (Ergänzungs-)Gruppe des Kampfgeschwaders 152 stationiert. Ende August 1939 war als Kommandant des Flughafenbereiches Generalmajor Egloff von Freyberg-Eisenberg eingesetzt. Beim deutschen Überfall auf Polen, im September 1939, lag die I. Gruppe des Kampfgeschwaders 1 hier. In den Jahren von 1939 bis 1945 waren zugleich verschiedene Flugzeugführer- und eine Bordschützenschule auf dem Gelände untergebracht. Im Oktober 1943 wurde der Kommandeur von Freyberg-Eisenberg wegen seiner Pensionierung aus dem Militärdienst verabschiedet.
Die folgende Tabelle zeigt eine Auflistung aller fliegender aktiver Einheiten (ohne Schul- und Ergänzungsverbände) der Luftwaffe die hier zwischen 1938 und 1945 stationiert waren.
| Von            | Bis            | Einheit                                                           | Ausrüstung                          |
| -------------- | -------------- | ----------------------------------------------------------------- | ----------------------------------- |
| April 1938     | April 1939     | IV./KG 152 (IV. Gruppe des Kampfgeschwaders 254)                  | Junkers Ju 86, Heinkel He 111       |
| Mai 1939       | Oktober 1939   | Stab, I./KG 1                                                     | Heinkel He 111H                     |
| 1943           | 1944           | Teile der III./NJG 5 (III. Gruppe des Nachtjagdgeschwaders 5)     | Messerschmitt Bf 110G-4             |
| September 1943 | September 1943 | IV./TG 1 (IV. Gruppe des Transportgeschwaders 1)                  | Junkers Ju 52/3m                    |
| Februar 1944   | September 1944 | IV./KG 26                                                         | Junkers Ju 88A-4                    |
| November 1944  | Januar 1945    | 7./KG 200 (7. Staffel des Kampfgeschwaders 200)                   |                                     |
| Dezember 1944  | Februar 1945   | Stab, 1./NAGr. 3 (Stab und 1. Staffel der Nahaufklärungsgruppe 3) | Messerschmitt Bf 109G-8             |
| Januar 1945    | Februar 1945   | Wekusta 26                                                        | Junkers Ju 88D-1                    |
| Januar 1945    | Februar 1945   | Stab/FAGr. 2 (Stab der Fernaufklärungsgruppe 2)                   | Junkers Ju 188D-2                   |
| Januar 1945    | Januar 1945    | Aufkl.St. 2.(F)/Nacht                                             |                                     |
| Januar 1945    | Februar 1945   | 3.(F)/Aufkl.Gr. 22 (3. Staffel der Fernaufklärungsgruppe 22)      | Junkers Ju 188D-2, Ju 188F-1        |
| Januar 1945    | Februar 1945   | 1.(F)/Aufkl.Gr. 122                                               | Messerschmitt Me 410A-3, Me 410B-3, |
| Januar 1945    | Februar 1945   | Nahaufkl.St. 4./31                                                |                                     |
| Februar 1945   | März 1945      | III./SG 1 (III. Gruppe des Schlachtgeschwaders 1)                 | Henschel Hs 129B-2                  |

### Volksrepublik Polen

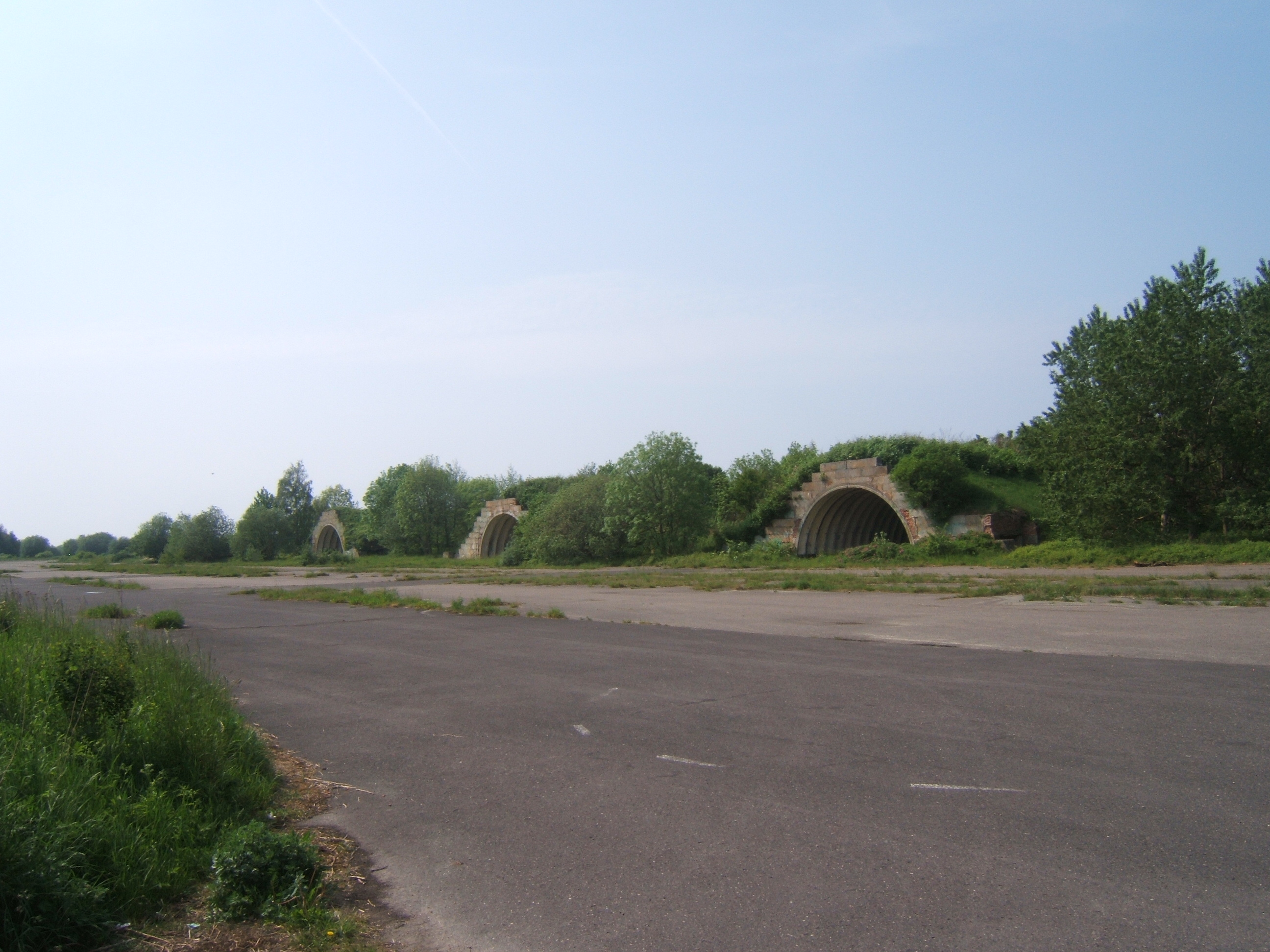
Ehemalige Hangars der sowjetischen Luftwaffe

Am 18. März 1945 besetzten polnische und sowjetische Truppen das Gelände des Fliegerhorstes. Am 4. Juli 1989 startete von hier eine Mikojan-Gurewitsch MiG-23  des 871. Jagdfliegerregimentes der Nordgruppe der Truppen (NGT) der Sowjetarmee. Nach einem Zwischenfall kurz nach dem Start verließ der Pilot mittels Schleudersitz das Luftfahrzeug, das führerlos mehr als 900 km weiter in Richtung Westen flog, bevor es zum Absturz nahe der belgischen Ortschaft Kortrijk kam. Ein 18-jähriger Anwohner fand dabei den Tod.
Seit 1946 gehörte Kołobrzeg zur polnischen Woiwodschaft Koszalin, seit 1999 zur Woiwodschaft Westpommern. Die sowjetische Luftwaffe nutzte den Flugplatz bis zum 28. Mai 1992. Seitdem war das Gelände größtenteils verwaist, einzelne Hangars wurden u. a. als Clubräume genutzt.

### Dritte Polnische Republik
Seit Oktober 2012 wird das Gelände wieder offiziell als Flugplatz für die Allgemeine Luftfahrt genutzt (siehe AIP VFR Polen vom 18. Oktober 2012). Der Platz kann unter Sichtflugbedingungen (VFR) für Starts und Landungen genutzt werden. Eine Tankmöglichkeit besteht jedoch nicht (Stand: Juni 2016). Eine umfassende Renovierung und Erweiterung ist geplant.